# Skróty i skrótowce używane w NATO – E
- E – Electronic fight – samolot walki elektronicznej

- EA – Emergency Action – działania w sytuacjach awaryjnych
- EAC – Echelons Above Corps – szczebel powyżej korpusu
- EAD – Extended Air Defence – rozszerzona obrona powietrzna
- EADRCC – Euro-Atlantic Disaster Response Co-ordination Centre – Euroatlantycki Ośrodek Koordynacji Reagowania w Przypadku Katastrof
- EADRU – Euro-Atlantic Disaster Response Unit – Euroatlantycka Jednostka Reagowania w Przypadku Katastrof
- EASTLANT – Eastern Atlantic Area – Obszar Wschodniego Atlantyku
- EAU – Emergency Action Unit – jednostka do działań w sytuacjach awaryjnych

- EC
  - European Community – Wspólnota Europejska
  - Ecuador – Ekwador
- ECB – Echelons Corp And Below – szczebel korpusu i poniżej
- ECCM – Electronic Counter Countermeasures
  - kontrprzeciwdziałanie radioelektroniczne
  - środki przeciwdziałania radioelektronicznego
- ECM – Electronic Counter Measures – przeciwdziałanie elektroniczne

- ED
  - Electronic Deception – pozoracja radioelektroniczna
  - Exposure Draft – ekspozycja próbna
- EDIP – European Defence Improvement Programme – Program Udoskonalenia Obronności Państw Europejskich
- EDP – Electronic Data Processing – elektroniczne przetwarzanie danych

- EEFI – Essential Elements of Friendly Information – zasadniczy element informacji sojuszniczej

- EFA – European Fighter Aircraft – myśliwiec europejski (Eurofighter Typhoon)
- EFDT – Effective Date (Or Time) – data (lub czas) obowiązywania

- ELINT – Electronic Intelligence – rozpoznanie radioelektroniczne

- EMCON – Emission Control – kontrola emisji
- EMP – Electro-Magnetic Pulse – impuls elektromagnetyczny
- EMSIWARN – Emitter Simulation Warning Message – informacja ostrzegająca przed emisją symulacyjną

- EOB – Enemy Order Of Battle – organizacja i stan przeciwnika

- EPM – Electronic Protective Measures – środki zabezpieczenia radioelektronicznego
- EPOW – Enemy Prisoner Of War – jeniec wojenny

- ER – Eastern Region –
- ERFAA – European Radio Frequency Allocation Agency – Europejska Agencja ds. Przydziału Częstotliwości

- ES
  - El Salvador – Salwador
  - Spain – Hiszpania
- ESM – Electronic (Warfare) Support Measures – wsparcie radioelektroniczne
- ESP
  - Spanish Peseta – hiszpańska peseta[1]
  - Spain – Hiszpania

- ETA – Estimated Time Of Arrival – orientacyjny czas przybycia, przylotu
- ETD – Estimated Time Of Departure – orientacyjny czas wylotu
- ETIC – Estimated  Time In Commission –
- ETR – Estimated Time Of Return – orientacyjny czas powrotu

- EUROCONTROL – European Organisation For The Safety Of Air Navigation – Europejska Agencja ds. Bezpieczeństwa Żeglugi Powietrznej

- EW
  - Early Warning – wczesne ostrzeganie
  - Electronic Warfare – walka radioelektroniczna
- EWCC – Electronic Warfare Co-ordination Cell – komórka koordynacji walki radioelektronicznej

- EXRAP – Exercise Remedial Action Programme – program ćwiczeń dotyczących działań zaradczych